# Ивановка (Третьяковский район)
Ивановка — поселок в Третьяковском районе Алтайского края. Входит в состав Шипунихинского сельсовета.

## История
Основан в 1894 г. В 1928 г. состоял из 55 хозяйств, основное население — русские. В составе Шипуновского сельсовета Змеиногорского района Рубцовского округа Сибирского края.

## Население
| 1926 | 1997 | 1998 | 1999 | 2000 | 2001 |
| ---- | ---- | ---- | ---- | ---- | ---- |
| 294  | ↘25  | ↘21  | ↗23  | ↘22  | ↘12  |
| 2002 | 2003 | 2004 | 2005 | 2006 | 2007 |
| ↗14  | ↗20  | ↗21  | ↗23  | ↘22  | ↘21  |
| 2008 | 2009 | 2010 | 2011 | 2012 | 2013 |
| ↘20  | ↘18  | ↘12  | ↗13  | ↗14  | ↘12  |